# Košín
Košín település Csehországban, a Tábori járásban. Košín Radimovice u Tábora, Tábor és Chotoviny településekkel határos. Lakosainak száma 100 fő (2024. január 1.).

## Népesség
A település lakosságának változását az alábbi diagram mutatja:
| Lakosok száma | 157  | 172  | 163  | 127  | 82   | 74   | 91   | 91   | 90   | 100  |
|               | 1869 | 1900 | 1921 | 1961 | 1980 | 2011 | 2016 | 2019 | 2021 | 2024 |